# Федеральное бюро планирования Бельгии
Федеральное бюро планирования Бельгии — бельгийский независимый государственный орган. Занимается исследованием и прогнозами по экономическим, социальным и экологическим вопросам политики и их интеграции в контексте устойчивого развития.

## Роль
Деятельность Бюро сосредоточена вокруг четырех приоритетов:
- Прогнозы
  - Краткосрочные экономические прогнозы
  - 5-летние перспективы бельгийской экономики в международном контексте, в частности, будущее основных отраслей промышленности, занятости и государственных финансов;
  - Долгосрочные прогнозы демографической эволюции общества и финансовые последствия старения населения;
  - Прогнозы на производство и потребление энергии, а также выбросы парниковых газов.
- Оценки
  - Оценка экономических и социальных последствий мер политики, таких как сокращение взносов на социальное обеспечение, шоков, как рост цен на нефть и макроэкономической или структурной тенденции, такой как ускорение научно-технического прогресса;
  - Исследования
  - участие в деятельности международных организаций, таких как Европейская комиссия, ОЭСР и МВФ.
  - Экономические, социальные и экологические показатели и статистические описания бельгийской экономики, таких как таблицы затрат-выпуска, экологических счетов и транспортных счетов.

## Направления исследований
Бюро делает прогнозы в следующих областях:
- Макроэкономическое прогнозирование, прогнозы и анализы
- Региональная экономика
- Международная экономика
- Рынок труда
- Государственные финансы
- Социальная защита и старение
- Население
- Производительность и долгосрочный рост
- Регулирование и глобализация
- Устойчивое развитие